# Темерівський Олександр Сергійович
Темерівський Олександр Сергійович (нар. 26 січня 1988, Чернівці, Чернівецька область, УРСР) — український футболіст, захисник. Екс-капітан чернівецької «Буковини».

## Життєпис
Вихованець футбольної школи «Буковина» (Чернівці), перший тренер — Олексій Дашкевич. У чемпіонаті України (ДЮФЛ) виступав за команди «Буковина» (Чернівці) та ФК «Лужани» (Лужани).
Професіональну кар'єру розпочав саме у чернівецькій «Буковині». Дебютував у чемпіонаті України (друга ліга) 31 липня 2006 року в матчі проти третьої команди київського «Динамо», в кубку України в перше зіграв 11 серпня того ж року в матчі проти вищолігової сімферопольської «Таврії». За буковинський клуб в 2006–2009 роках зіграв 74 матчі.
2009 року перейшов до складу польської команди «Спартакус» (Шароволя). У складі «Спартакуса» зіграв 28 матчів, відзначився двома голами. 2010 року перейшов до клубу «Мотор» (Люблін), який купив ліцензійні права клуба «Спартакус». У складі «Мотора» Олександр провів два сезони, відзначився 5 голами в 41 матчі.
2013 року перед поверненням до рідної «Буковини», де став капітаном і одним з лідерів команди, виступав за аматорські колективи: «Карпати» (Кути), «Сокіл» (Угринів) та «Маяк» (Великий Кучурів). 14 вересня 2013 року дебютував у першій українській лізі (матч проти чернігівської «Десни»).
Влітку 2015 перебрався до тернопільської «Ниви», але після трьох тижнів співпраці контракт за обопільною згодою сторін було розірвано, і Олександр повернувся до складу «Буковини». З липня 2016 до завершення року Олександр був капітаном команди та взяв участь у всіх календарних матчах.
У липні 2017 року припинив співпрацю з чернівецькою командою (за буковинський клуб в 2013–2017 роках зіграв 104 матчі) та став гравцем «Ниви» (Вінниця). Дебютував за «Ниву» 9 липня того ж року в матчі кубка України проти хмельницького «Поділля». У листопаді вінницька команда припинила співпрацю з футболістом, при цьому Темерівський за цей нетривалий період провів у складі вінничан 14 матчів (12 у чемпіонаті та 2 кубкових поєдинки).
З початку березня та впродовж всього 2018 року виступав за аматорський клуб «Покуття» (Коломия), який брав участь в чемпіонаті України серед аматорів. З нового року став гравцем іншого представника аматорського чемпіонату: ФК «Кристал» (Чортків). А с початком нового сезону перебрався в команду «Епіцентр» із міста Дунаївці, яка крім аматорської першості виступала ще в друголіговій футзальній першості України.
В червні 2020 року повернувся до складу коломийського «Покуття», а у квітні 2021 року став вже гравцем іншої аматорської команди: «Пробій» (Городенка). З літа 2022 по серпень 2023 року гравець ФК «Фазенда» (Чернівці).

## Досягнення
«Спартакус» (Шароволя)
- Переможець Третьої ліги Польщі: 2009/10

«Епіцентр» (Дунаївці)
- Срібний призер аматорського чемпіонату України: 2019/20
- Чемпіон Хмельницької області: 2019
- Володар Кубка Хмельницької області: 2019

«Покуття» (Коломия)
- Чемпіон Івано-Франківської області: 2020
- Володар Кубка Івано-Франківської області: 2018

«Фазенда» (Чернівці)
- Півфіналіст аматорського Кубка України: 2022/23
- Чемпіон Чернівецької області: 2022/23

## Статистика виступів[7]
| У складі польських команд                                                 | У складі польських команд | У складі польських команд | У складі польських команд | У складі польських команд | У складі польських команд | У складі польських команд | У складі польських команд | У складі польських команд |
| Клуб                                                                      | Дивізіон (Ліга)           | Сезон                     | Чемпіонат                 | Чемпіонат                 | Кубок                     | Кубок                     | Всього                    | Всього                    |
| Клуб                                                                      | Дивізіон (Ліга)           | Сезон                     | Ігри                      | Голи                      | Ігри                      | Голи                      | Ігри                      | Голи                      |
| ------------------------------------------------------------------------- | ------------------------- | ------------------------- | ------------------------- | ------------------------- | ------------------------- | ------------------------- | ------------------------- | ------------------------- |
| Спартакус (Шароволя)                                                      | IV (Третя ліга)           | 2009/10                   | 28                        | 2                         |                           |                           | 28                        | 2                         |
| Мотор (Люблін)                                                            | III (Друга ліга)          | 2010/11                   | 28                        | 4                         |                           |                           | 28                        | 4                         |
| Мотор (Люблін)                                                            | III (Друга ліга)          | 2011/12                   | 13                        | 1                         |                           |                           | 13                        | 1                         |
| Всього в «Польщі»                                                         |                           |                           | 69                        | 7                         |                           |                           | 69                        | 7                         |
| У складі «Буковини»                                                       |                           |                           |                           |                           |                           |                           |                           |                           |
| Клуб                                                                      | Дивізіон (Ліга)           | Сезон                     | Чемпіонат                 | Чемпіонат                 | Кубок                     | Кубок                     | Всього                    | Всього                    |
| Клуб                                                                      | Дивізіон (Ліга)           | Сезон                     | Ігри                      | Голи                      | Ігри                      | Голи                      | Ігри                      | Голи                      |
| Буковина (Чернівці)                                                       | III (Друга ліга)          | 2006/07                   | 24                        | 0                         | 1                         | 0                         | 25                        | 0                         |
| Буковина (Чернівці)                                                       | III (Друга ліга)          | 2007/08                   | 23                        | 0                         |                           |                           | 23                        | 0                         |
| Буковина (Чернівці)                                                       | III (Друга ліга)          | 2008/09                   | 26                        | 1                         |                           |                           | 26                        | 1                         |
| Буковина (Чернівці)                                                       | II (Перша ліга)           | 2013/14                   | 21                        | 1                         | 1                         | 0                         | 22                        | 1                         |
| Буковина (Чернівці)                                                       | II (Перша ліга)           | 2014/15                   | 23                        | 0                         | 1                         | 0                         | 24                        | 0                         |
| Буковина (Чернівці)                                                       | III (Друга ліга)          | 2015/16                   | 26                        | 1                         | 1                         | 0                         | 27                        | 1                         |
| Буковина (Чернівці)                                                       | II (Перша ліга)           | 2016/17                   | 30                        | 1                         | 1                         | 0                         | 31                        | 1                         |
| Всього в «Буковині»                                                       |                           |                           | 173                       | 4                         | 5                         | 0                         | 178                       | 4                         |
| У складі «Ниви»                                                           |                           |                           |                           |                           |                           |                           |                           |                           |
| Клуб                                                                      | Дивізіон (Ліга)           | Сезон                     | Чемпіонат                 | Чемпіонат                 | Кубок                     | Кубок                     | Всього                    | Всього                    |
| Клуб                                                                      | Дивізіон (Ліга)           | Сезон                     | Ігри                      | Голи                      | Ігри                      | Голи                      | Ігри                      | Голи                      |
| Нива (Вінниця)                                                            | III (Друга ліга)          | 2017/18                   | 12                        | 0                         | 2                         | 0                         | 14                        | 0                         |
| Всього в «Ниві»                                                           |                           |                           | 12                        | 0                         | 2                         | 0                         | 14                        | 0                         |
| У складі команд, виступаючих в Чемпіонаті та Кубку України серед аматорів |                           |                           |                           |                           |                           |                           |                           |                           |
| Клуб                                                                      | Дивізіон (Ліга)           | Сезон                     | Чемпіонат                 | Чемпіонат                 | Кубок                     | Кубок                     | Всього                    | Всього                    |
| Клуб                                                                      | Дивізіон (Ліга)           | Сезон                     | Ігри                      | Голи                      | Ігри                      | Голи                      | Ігри                      | Голи                      |
| Маяк (Великий Кучурів)                                                    | IV (ААФУ)                 | 2013                      | —                         | —                         | 2                         | 0                         | 2                         | 0                         |
| Покуття (Коломия)                                                         | IV (ААФУ)                 | 2017/18                   | 2                         | 0                         |                           |                           | 2                         | 0                         |
| Покуття (Коломия)                                                         | IV (ААФУ)                 | 2018/19                   | 11                        | 1                         | 2                         | 0                         | 13                        | 1                         |
| Кристал (Чортків)                                                         | IV (ААФУ)                 | 2018/19                   | 4                         | 0                         |                           |                           | 4                         | 0                         |
| Епіцентр (Дунаївці)                                                       | IV (ААФУ)                 | 2019/20                   | 12                        | 1                         |                           |                           | 12                        | 1                         |
| Фазенда (Чернівці)                                                        | IV (ААФУ)                 | 2022/23                   | —                         | —                         | 6                         | 1                         | 6                         | 1                         |
| Фазенда (Чернівці)                                                        | IV (ААФУ)                 | 2023/24                   | —                         | —                         | 1                         | 0                         | 1                         | 0                         |
| Всього                                                                    |                           |                           | 29                        | 2                         | 11                        | 1                         | 40                        | 3                         |
| Всього за кар'єру                                                         |                           |                           |                           |                           |                           |                           |                           |                           |
|                                                                           |                           |                           | Чемпіонат                 | Чемпіонат                 | Кубок                     | Кубок                     | Всього                    | Всього                    |
| Ігри                                                                      | Голи                      | Ігри                      | Голи                      | Ігри                      | Голи                      |                           |                           |                           |
|                                                                           |                           |                           | 283                       | 13                        | 18                        | 1                         | 301                       | 14                        |

| II дивізіон — 74 матчі (2 голи) III дивізіон — 152 матчі (7 голів) | IV дивізіон — 57 матчів (4 голи) Кубкові турніри — 18 матчів (1 гол) |

## Особисте життя
Батько Сергій — колишній футболіст, який теж виступав за «Буковину».